# Buda (Bogdănești), Vaslui
Buda este un sat în comuna Bogdănești din județul Vaslui, Moldova, România. Localitatea are o biserică veche construită din bârne cu hramul Sfântul Nicolae.
 Acest articol despre o localitate din județul Vaslui este deocamdată un ciot. Puteți ajuta Wikipedia prin completarea lui.